# Huajchilla
Huajchilla ist eine Ortschaft im Departamento La Paz im südamerikanischen Anden-Staat Bolivien.

## Lage im Nahraum
Huajchilla ist der größte Ort des Municipio Mecapaca in der Provinz Murillo. Die Ortschaft liegt in einer Höhe von 3039 m am linken Ufer des Río de la Paz, der von der Departamento-Hauptstadt La Paz kommend nach Süden hin zum Río Beni hin fließt.

## Geographie
Huajchilla liegt an den Ostabhängen der Anden-Gebirgskette der Cordillera Central am Übergang zum bolivianischen Tiefland. Das Klima der Region ist ein typisches Tageszeitenklima, bei dem die mittlere Schwankung der Temperaturen im Tagesverlauf deutlicher ausfällt als im Jahresverlauf.
Die Jahresdurchschnittstemperatur der Region liegt bei etwa 16 °C (siehe Klimadiagramm Mecapaca), die Monatswerte schwanken zwischen knapp 14 °C im Juni/Juli und knapp 18 °C im November. Der Jahresniederschlag beträgt etwa 550 mm, bei einer ausgeprägten Trockenzeit von April bis September und einer kurzen Feuchtezeit von Dezember bis März.

## Verkehrsnetz
Huajchilla liegt in einer Entfernung von 19 Straßenkilometern südlich von La Paz, der Hauptstadt des gleichnamigen Departamentos.
Von La Paz führt eine Landstraße in südlicher Richtung vorbei am Valle de la Luna (Mondtal) und der Ortschaft Mallasa auf der linken Seite des Río de la Paz über Huajchilla nach Mecapaca.

## Bevölkerung
Die Einwohnerzahl der Ortschaft ist im vergangenen Jahrzehnt deutlich angestiegen:
| Jahr | Einwohner         | Quelle       |
| ---- | ----------------- | ------------ |
| 1992 | keine Detaildaten | Volkszählung |
| 2001 | 624               | Volkszählung |
| 2012 | 1078              | Volkszählung |
| 2024 |                   | Volkszählung |

Die Region weist einen hohen Anteil an Aymara-Bevölkerung auf, im Municipio Mecapaca sprechen 83,0 Prozent der Bevölkerung Aymara.